# Midžur
Midžur (bulharsky Миджур) nebo Midžor (srbsky Миџор, Midžor) je hora na hranici Srbska a Bulharska v pohoří Stara planina. Její vrchol v nadmořské výšce 2169 m leží přímo na hranici Srbska a Bulharska. Vrchol je nejvyšším místem Srbska a nejvyšší horou srbské části pohoří. Před vyhlášením nezávislosti Kosova v roce 2008 byla nejvyšším vrcholem Srbska kosovská Djeravica.
Nedaleko od vrcholu leží prameny řek Trgoviški Timok a Lom. Geologický základ Midžoru tvoří permské červené pískovce.

## Přístup
Od počátku roku 90. let 20. století je vrchol přístupný pro turisty z obou stran. Dříve sem byl přístup zakázán díky tomu, že vrchol leží v hraniční oblasti. Vzhledem k těmto omezením, je příroda kolem vrcholu zachována beze změny.
Z bulharské strany lze nejsnáze dosáhnout vrcholu od severu, z vesnice Čuprene. Ze srbské strany se vystupuje buď z vesnice Topli Dol nebo od lyžařského střediska Babin Zub a dál po hřebeni až na vrchol (od hotelu Babin Zub zhruba 8 km). Pro výstup není třeba žádných povolení ani poplatků.

## Fotografie

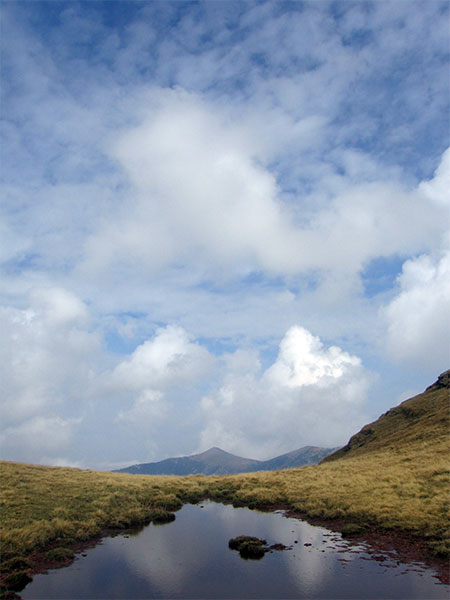
Midžur z dálky
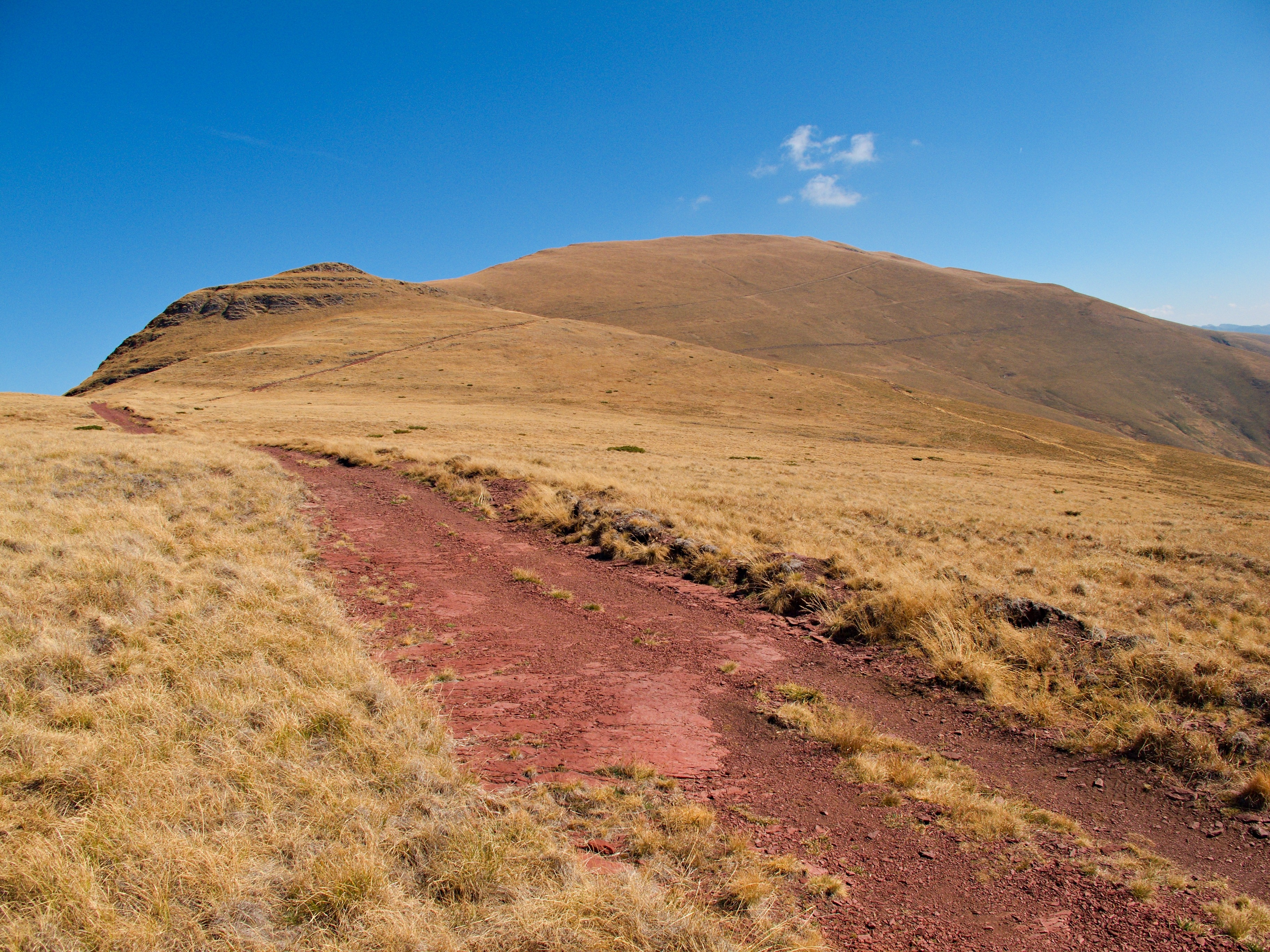
Cesta na Midžur
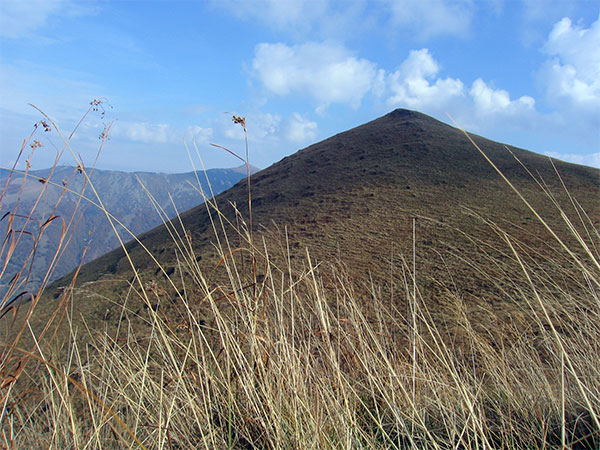
Jeden z předvrcholů
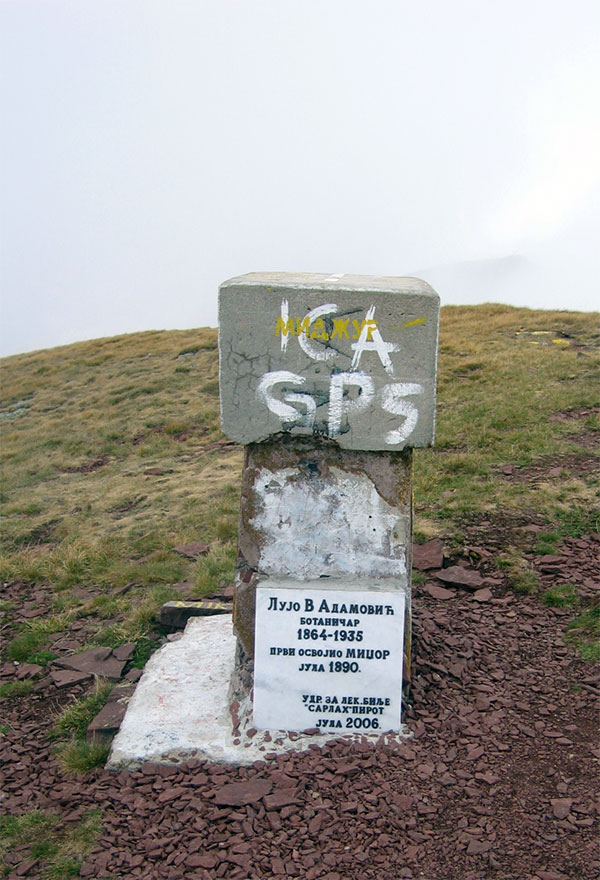
Vrchol